# مأمور ایستگاه
متصدی ایستگاه (انگلیسی: The Station Agent) فیلمی در ژانر کمدی-درام به کارگردانی توماس مک‌کارتی است که در سال ۲۰۰۳ منتشر شد.

## خلاصه
مرد کوتوله ای (پیتر دینکلیج) که به تازگی تنها دوستش را از دست داده است، به نیو جرسی می رود تا در خلوت خودش زندگی کند. طولی نمی کشد که او با یک مرد هات داگ فروش پرحرف و یک زن که مشکلات خاص خودش را دارد، آشنا می شود...

## بازیگران
- پیتر دینکلیج
- پاتریشا کلارکسون
- بابی کاناوله
- میشل ویلیامز
- راون گودوین
- پال بنجامین
- جان اسلتری
- جاش پایس
- لین کوئن
- ریچارد کیند